# Xã Simpson, Quận Johnson, Missouri
Xã Simpson (tiếng Anh: Simpson Township) là một xã thuộc quận Johnson, tiểu bang Missouri, Hoa Kỳ. Năm 2010, dân số của xã này là 583 người.